# تپه کوره کانی چهاربط
تپه کوره کانی چهاربط مربوط به سدهٔ ۶ تا ۸ ه و ق است و در شهرستان اشنویه، بخش نالوس، دهستان اشنویه جنوبی، روستای چهاربط واقع شده و این اثر در تاریخ ۲۸ شهریور ۱۳۸۶ با شمارهٔ ثبت ۱۹۵۹۹ به‌عنوان یکی از آثار ملی ایران به ثبت رسیده است.